# کامفرت آدامز
کامفرت آدامز (انگلیسی: Comfort A. Adams; ۱ نوامبر ۱۸۶۸ – ۲۱ فوریهٔ ۱۹۵۸) یک مهندس برق اهل ایالات متحده آمریکا بود. وی همچنین برندهٔ جوایزی همچون مدال ادیسون انجمن مهندسان برق و الکترونیک شده‌است.
کامفورت آوری آدامز در ۱ نوامبر ۱۸۶۸ در کلیولند اوهایو به دنیا آمد و در ۲۱ فوریه ۱۹۵۸ در فیلادلفیا درگذشت.
وی استاد مهندسی برق در دانشگاه هاروارد بود و علاقه آدامز به ادغام مهندسی از کالج به دنیای واقعی مهندسی با فناوری جوشکاری بود که با توسعه مهندسی برق و توسعه برق مورد توجه قرار گرفت.
برای سرعت بخشیدن به تولید کشتی سازی در سال ۱۹۱۸، آدامز «کمیته جوشکاری همکاری ناوگان اضطراری» را برای درک فناوری جدید جوشکاری و استفاده از آن برای ساخت ایجاد کرد. تلاش‌های او جوشکاری را در زمینه‌هایی غیر از جوشکاری سازه‌های راه‌آهن به پیشروی علم و فناوری تبدیل کرد.

## تشکیل انجمن جوشکاری آمریکا (AWS)
پس از جنگ جهانی اول، آدامز انجمن جوشکاری آمریکا (AWS) را ایجاد کرد.
آدامز اولین رئیس AWS, اولین مدیر دفتر جوشکاری آمریکا بود که در سال ۱۹۳۶ به کمیته تحقیقات جوشکاری تغییر یافت.
از سال ۱۹۴۳، هر سال، کنوانسیون AWS میزبان سخنرانی «The Adams Lecture» است که در آن سخنرانی‌های برجسته‌ای برای ترویج علم و فناوری جوش ارائه می‌شود.